# Omar Little
Omar Devone Little fue un personaje ficticio de la serie dramática The Wire emitida por la cadena de televisión estadounidense HBO, interpretado por Michael K. Williams. Omar es un renombrado y temido ladrón de traficantes que vive bajo un estricto código moral y nunca se desvía de sus propias reglas, la más importante de ellas es que nunca roba o amenaza a gente que no esté envuelta en "El Juego"
Omar, que es homosexual, ha tenido tres parejas a lo largo de la serie.

## Biografía
Omar se quedó huérfano a temprana edad y fue criado por su abuela Josephine, que es en gran parte responsable de su estricto código moral, a pesar de ser un delincuente. 
Estudió en el instituto Edmondson/Westside de Baltimore, Maryland, en Baltimore Oeste, unos años después de Bunk Moreland.
Durante más de diez años, Omar se ha ganado la vida asaltando a traficantes de droga, viviendo bajo la máxima de "el día a día".
Omar es famoso en Baltimore por ir siempre ataviado en sus incursiones con una gabardina y usar una escopeta de grandes dimensiones. También por su larga cicatriz que le recorre la cara y por ir silbando la canción infantil "The Farmer in the Dell" reproducida en "A Hunting We Will Go" del rapero Kano, que precede a su aparición en la escena. Con frecuencia se refiere a sí mismo en tercera persona.
Su historial de actividades ampliamente difundido en las calles, provoca que la gente (incluso los niños pequeños) huya en desbandada cuando le oyen llegar.
Omar ha demostrado repetidamente sus excepcionales habilidades como acechante pistolero y ladrón de traficantes, lo cual ha contribuido a su leyenda de temible y eficiente profesional. Es muy inteligente y astuto, excepcional ejecutor de planes minuciosamente trazados, con una gran capacidad para anticipar los movimientos del adversario y burlarlos.
Una vez al mes, acompaña a su abuela a la iglesia. Tiene un hermano "No heart" Anthony, que permanece encarcelado por el asalto a una joyería a principios de los 90. 
Omar es aficionado a los cigarrillos Newport y a los cereales Cheerios. Suele usar armas de gran calibre como la .44 Magnum (Desert Eagle o la Colt Anaconda), .45 ACP semi-automáticas, y .50 Action Express.

### Primera temporada
Después de que Omar, su pareja Brandon y su otro socio John Bailey robaran un alijo de una casa de Avon Barksdale, este pone al trío en busca y captura (doblando la recompensa al descubrir que Omar es gay) Como consecuencia, Bailey es asesinado y Brandon es torturado, mutilado y asesinado por negarse a revelar el escondite de Omar. Finalmente su cadáver es dejado en un lugar público para que pueda ser fácilmente encontrado y visto por todo el mundo. En respuesta a estos sucesos, Omar comienza a cooperar con los detectives Jimmy McNulty y Bunk Moreland, proporcionándoles información clave que conduciría al arresto de uno de los soldados de Barksdale, Bird. Omar se compromete a ser testigo en la acusación contra el (a pesar de que es bastante dudoso que presenciara los hechos)
Mientras colabora con la policía, tiene oportunidad de acceder a información que usa para llevar a cabo una nueva venganza contra la organización de Barksdale, matando a uno de sus soldados, Stinkum e hiriendo a otro Wee-Bey Brice.
Omar incluso consigue llegar a disparar al propio Avon Barksdale, gracias al número de busca que le facilita el capo de la droga del Este Proposition Joe a cambio de un alijo de drogas robado. Omar se queda esperando a Avon en la calle del bar de estriptis Orlando, le llama al busca consiguiendo que Avon salga a realizar una llamada. Pero Avon finalmente escapa de la emboscada con la aparición de Wee-Bey, que dispara a Omar hiriéndole en el hombro.
Después de este acontecimiento, Stringer Bell ofrece a Omar una tregua, con la intención de matarlo cuando se relaje y baje la guardia. Omar se da cuenta de las dobles intenciones de Stringer y deja la ciudad temporalmente, dirigiéndose a Nueva York. 
En la última y célebre escena de la primera temporada se puede ver a Omar, ya en Nueva York, volviendo a las andadas. Precedido por el silbido de "A Hunting We Will go" asalta a un traficante en una esquina, apuntándole con un arma en la cara: "It´s all in the game, yo. All in the game" "Así es el juego", nos dice riéndose, "así es el juego".

### Segunda temporada
Omar regresa a Baltimore con su nueva pareja, Dante. Rápidamente retoma sus antiguas actividades, con el punto de mira en asaltar a la gente de Barksdale exclusivamente y contando con la colaboración de dos chicas que se unen a su grupo, Tosha y Kimmy, también ladronas de traficantes.
Como prometió, presta falso testimonio en el juicio contra Bird. Completamente desenfadado y sin ningún complejo sobre quien es y lo que hace, consigue ganarse al jurado con su ingenio, cuando el abogado de Barksdale, Maurice Levy, le llama "parásito que se nutre del tráfico de drogas", puntualizando Omar que Levi es básicamente lo mismo. Finalmente, el jurado acepta el testimonio de Omar y Bird es enviado a prisión de por vida. La asistente del fiscal del Estado, Ilene Nathan le promete entonces un favor futuro como premio por su testimonio. 
Una escena relevante ocurre poco antes de que Omar suba al estrado. Mientras espera, ayuda al alguacil con un crucigrama, explicándole que los griegos se refieren al dios de la guerra como Ares, mencionando de paso que estaba fascinado con la mitología griega cuando iba al colegio y mostrándonos que fue un estudiante precoz e inteligente en su juventud.
Mientras todo esto ocurre, Stringer Bell extiende su control sobre la organización Barksdale. Avon contrata desde la cárcel al prestigioso asesino a sueldo Hermano Mouzone de Nueva York, con objeto de imponer su voluntad que va mermando en las calles.
Stringer Bell lo juzga una amenaza a su intento de control de la organización y planea eliminarlo sirviéndose de Omar. Arregla una reunión entre Proposition Joe y el consejero y confidente de Omar Butchie, donde Stringer Bell cuenta a Omar que fue realmente el tal Mouzone quien torturó y mató a Brandon.
Omar, usando su astucia, consigue llegar hasta Mouzone y le dispara hiriéndole, pero cuando va a rematarlo Mouzone le hace ver que le han dado información falsa y que le han utilizado. Omar lo deja con vida e incluso llama a una ambulancia antes de marcharse.
Es entonces cuando dirigirá toda su furia asesina hacia Stringer Bell.

### Tercera temporada
Omar y su banda continúan robando alijos de droga de las casas de Barksdale, incluso siendo cada vez más difíciles y peligrosas que otros potenciales objetivos. 
Tosha es asesinada precisamente durante un asalto a una casa de Barskdale, hecho que hace que Omar se plantee seriamente en cesar en su guerra contra ellos, pero finalmente no lo hace. El detective Bunk Moreland, investigando la muerte de Tosha, hace que se sienta culpable del incidente y le da un discurso acerca de como solía ser el vecindario en el que ambos crecieron, más unido y con menos violencia "Y ahora todo lo que tenemos son cadáveres. Hijos de puta y depredadores como tú" Moreland 
menciona que, cuando fue a la escena del crimen, encontró a niños pequeños jugando a pistoleros y discutiendo acerca de a quien le tocaba "ser Omar" Omar le ofrece la 
pistola perdida de un policía que Moreland anda buscando, como forma de hacer las paces.
Bajo las órdenes de Stringer Bell, dos soldados de Avon abren fuego sobre Omar mientras lleva a su abuela el domingo a la iglesia. Omar consigue introducirla en el 
taxi, pero ella pierde su mejor sombrero en el tiroteo. Esta flagrante violación de lo que desde hace mucho tiempo se consideraba la "tregua del domingo" entre 
bandas rivales unido al riesgo que había corrido su abuela, hace que Omar retome su guerra con Barksdale, a pesar de que Kimmy les deja.
Avon, indignado con Stringer Bell obliga a los responsables del ataque a comprar a la abuela de Omar un sombrero nuevo.
Mientras tanto, el Hermano Mouzone captura a Dante y le obliga a revelar el escondite de Omar. Es decir, Dante cede, en contraste con lo que le ocurrió a Brandon, que nunca confesó. Mouzone le sugiere a Omar una alianza contra Stringer. Juntos, Omar y Mouzone, emboscan a Stringer durante una reunión de este con el político Andy Krawczyck y lo matan. El Hermano Mouzone deja a Dante en libertad y retorna a Nueva York, mientras que Omar tiene la tarea de deshacerse de la pistola de Mouzone, así como de la escopeta con la que mataron a Stringer. Ambas armas son lanzadas más tarde a las aguas del puerto de Baltimore. 
Omar sospecha de la gravedad de las heridas que llevaron a Dante a confesarle al Hermano Mouzone su paradero, por lo que el momento en que lo liberan es la última 
vez que lo vemos. Se sobreentiende que Omar lo abandona por haberle delatado tan fácilmente.

### Cuarta temporada
Omar no se siente satisfecho con lo fácil que se ha vuelto su trabajo después de que la organización Barksdale se viniera abajo y anda preocupado sobre el hecho de 
que perseguir robos fáciles los está reblandeciendo ("Como esperas correr con los lobos por la noche si pasas el día con cachorros")
Así que el y su nueva pareja Renaldo, asaltan a uno de los traficantes de Marlo Stanfield, Old Face Andre, quien regenta una tienda de ultramarinos en una de las 
esquinas de la parte oeste, pero que realmente era una fachada para una de las casas-alijo de Marlo. Siguiendo una sugerencia de Proposition Joe, a continuación 
roban en una partida de póker sin saber que el propio Marlo Stanfield en persona era uno de los jugadores. Mientras cometen el robo, Omar obliga a Marlo a darle un 
anillo que previamente Marlo le había arrebatado a Old Face Andre como pago de una deuda pendiente. Marlo jura venganza, pero su mano derecha Chris Partlow le 
convence para que tome un enfoque más sutil. Chris dispara a una mujer inocente fingiendo un robo organizado en la tienda de Old Face Andre, obligando a Andre a 
llamar a la policía e implicar falsamente a Omar como culpable del asesinato. Omar es como consecuencia, encarcelado. Durante el arresto, el oficial de policía Eddie Walker le quita el anillo que Omar le había robado previamente de Marlo. Antes de que se le introduzca en la furgoneta policial, es interrogado por el oficial Jimmy McNulty, que piensa que no concuerda con la personalidad y modus operandi de Omar el disparar a una persona que esta absolutamente al margen de "El juego"
Durante su internamiento en el Centro Penitenciario de Baltimore, Omar es reconocido por otros reclusos, algunos de los cuales le quieren matar por el precio que le 
habían puesto a su cabeza. En represalia por un ataque, apuñala brutalmente a un adversario en el recto a modo de advertencia a otros reclusos contra los 
intentos de atentar contra su vida.
Omar busca ayuda en el detective Bunk Moreland. Le convence de que NUNCA mataría a un ciudadano corriente. Bunk, después de trasladar a Omar a una prisión más segura 
(invocando el favor que le debía Ilene Nathan por la condena de Bird) consigue probar que Old Face Andre había mentido. Los cargos contra Omar son retirados Bunk lo 
lleva al condado de Harford con una advertencia: no debe volver a matar, a nadie. Bunk le amenaza con retomar los casos no resueltos en los que Omar estaría supuestamente implicado (por la presencia de munición de escopeta de gran calibre) tales como los de Stringer Bell, Stinkum o Tosha, si Omar se ve envuelto de cualquier forma en otro asesinato.
Omar comprende por fin que Marlo le tenía en su punto de mira por ser uno a los que había robado en la partida de cartas. Omar le pide a Proposition Joe ayuda para 
robar a Marlo de nuevo, y Joe accede en alertar a Omar cuando uno de los soldados de Joe, Melvin "Cheese" Wagstaff se disponga a reabastecer el suministro de drogas a Marlo. Omar orquesta un elaborado plan y consigue robar con éxito el cargamento completo de heroína que entra a través del puerto. Como no tiene ningún deseo de vender drogas en las calles, le vende la heroína de nuevo a Proposition Joe. A pesar de que este robo le hace ganar mucho dinero, tiene a partir de ahora a todos los 
capos de la droga de Baltimore poniendo precio a su cabeza.

### Quinta temporada
Omar y Renaldo se retiran a Puerto Rico tras el atraco. Marlo Stanfield tortura y mata a Butchie buscando venganza contra Omar. La noticia llega hasta Omar y este vuelve a Baltimore para castigar a los responsables. Omar embosca a Slim Charles y se enfrenta a él. Omar sabía que Proposition Joe conocía su conexión con Butchie y le cree responsable de lo ocurrido. Slim Charles consigue convencerle de la inocencia de Joe y se dirige entonces contra Marlo Stanfield. Junto con el amigo de Butchie, Donnie, Omar decide ir tras la gente de Stanfield mientras también Stanfield mismo hace lo propio con Omar. Los soldados de Stanfield vigilan a Omar que a su vez vigila el apartamento de Monk, otro de los soldados de Stanfield que hace de cebo. Una vez dentro del apartamento, Omar es atacado por Chris Partlow, Felicia Pearson, Michael Lee y Dog-O, que estaban escondidos en él. Durante el tiroteo, O-Dog resulta herido en la pierna y Donnie resulta muerto de un disparo en la cabeza. Sin munición, Omar se ve obligado a saltar desde la ventana del cuarto piso, rompiéndose una pierna en la caída.
A pesar de todo, continua su misión por la ciudad en busca de la gente de Marlo con ostensible cojera y una muleta improvisada. Aterroriza y roba muchas esquinas de Marlo y dispara a varios miembros de la banda de Stanfield incluyendo a Savino Bratton, a quien mata de un disparo en la nuca.
Todo el tiempo, Omar reclama con desesperación que Marlo en persona tenga el valor de encontrarse con él en las calles.
Durante el episodio "Aclaraciones" Kenard, un niño de una esquina de Marlo que dirige Michael Lee, sigue a Omar hacia una tienda de ultramarinos regentada por coreanos. En un momento dado suponemos que Kenard ha entrado en la tienda, aunque no se nos muestra y Omar parece no prestarle atención en vista de que es solo un niño pequeño. Mientras Omar pide unos cigarrillos Kenard le dispara en la sien matándolo en el acto. Este incidente parece cerrar de alguna forma una historia entre Kenard y Omar, dado que Kenard era uno de los niños que, en la Tercera temporada, discutía con otros por querer "ser Omar" en la imitación del tiroteo ocurrido en el asalto a la casa de Barksdale.
La impactante escena de la muerte de Omar tiene, entre otras particularidades y paralelismos, un hecho curioso: Omar no cojea al entrar en la tienda de los coreanos pese a hacerlo de manera dramática en la calle. Precisamente la cojera y la muleta improvisada, habían sido vistas como decepcionantes por Kenard, cuando Omar asalta la esquina de Michael (sin reconocer además, que este era uno de los soldados del tiroteo en casa de Monk) dándonos a entender que el motivo del crimen no es más que esa decepción de Kenard ante quién antes fue su ídolo.
David Simon, de hecho, ha declarado que la muerte de Omar fue más producto del destino que de las consecuencias de sus actos.

### Legado
La noticia de la muerte de Omar es recibida de una forma que oscila entre el suave regocijo y la indiferencia por diferentes personajes. 
Moreland inicialmente muestra cierta simpatía, que deja de lado al enterarse de que Omar fue una vez más "De cacería" 
McNulty y Freemon reaccionan con simple curiosidad en lugar de poner el foco sobre los hechos que han conducido a su muerte.
Los periódicos no hacen ninguna mención del incidente por falta de espacio de impresión. 
En su última aparición, un empleado de la morgue se da cuenta de que la identificación del cuerpo de Omar ha sido accidentalmente cambiada con la de un hombre blanco de la mesa de al lado y corrige el error mediante el canje de las etiquetas.
Las escenas nos muestran la transformación de Omar desde una mítica figura en las calles a una simple estadística de crímenes ocurridos a lo largo del día. 
De todas formas, en las calles, la gente comienza a exagerar o inventar los detalles del tiroteo con la intención de glorificar su muerte.
La infamia de Omar y su influencia en las generaciones venideras se ve reflejada en la transición que sufre Michael Lee, desde ser un protegido de Chris Partlow a convertirse en un ladrón de traficantes fuertemente armado que tiene como objetivo a los grandes capos de la droga del momento, exactamente como Omar.

### Precuela
Un mini-episodio precuela incluido en los DVDS de la quinta temporada de la serie nos presenta a un joven Omar, a su hermano Anthony y a otro chico mayor sin identificar planeando y ejecutando el robo a un hombre en una parada de Autobús en 1985 en Baltimore. Incluso de niño Omar nos muestra su notable inteligencia, sus sólidos principios morales y la fuerza de su carácter, primero, cuestionando el sentido del robo que estaban cometiendo sobre aquel hombre y después instando al chico no identificado (a punta de pistola) a devolver el dinero. Mientras, su hermano Anthony expresa divertido su resignación y cansancio por la actitud de Omar, demostrando que ya estaba familiarizado con la fuerza de su personalidad. Omar presenta su característica cicatriz que le cruza la cara, indicando este hecho que la tenía desde muy pequeño. 
Hacia el final del episodio, el chico no identificado le cuenta a Anthony que su hermano no encaja en su forma de trabajar, lo cual supone un irónico presagio de lo que sucedería al propio Anthony algunos años más tarde, cuando tras el asalto a una joyería, fue perseguido por la policía y en el momento en el que pensó que le atraparían, y no deseando ir a la cárcel, Anthony se puso la pistola en el pecho y disparó. No obstante, sobrevivió al intento de suicidio, que solo le causó heridas de contacto. Tras este incidente se ganó el despectivo apodo de "Sin Corazón" Anthony.

## Creación

### Casting
Michael K. Williams recibió el papel de Omar tras solo una audición. Ha declarado que desde el primer momento se sintió atraído por el personaje debido a la gran gama de matices que tenía y al hecho de que sabía que esta interpretación haría que su nombre destacara frente a otros jóvenes actores afroamericanos.
Williams dice que su especial relación de amor con el teatro de Broadway, en particular con el "Teatro Nacional Negro" en Harlem, le proporcionó las habilidades que necesitaba para interpretar al personaje de Omar, en particular usando la Técnica Meisner para crearlo desde el origen, sumergiéndose en su vida a través de la investigación de todos los detalles del corazón de las calles y barrios de Baltimore. Interpretar a Omar representó para él un desafío especial y convirtiéndose en el más importante hasta la fecha.

### Orígenes
David Simon, creador de la serie, ha dicho que Omar estaba basado en Shorty Boyd, Donnie Andrews, Ferdinand Harvin, Billy Outlaw y Anthony Hollie, famosos ladrones de traficantes de Baltimore en las desde los 80 a principios de 2000.
Donnie Andrews consiguió reformarse, y ahora ayuda a chicos de la calle con problemas.
Andrews interpreta a uno de los dos hombres que Butchie envía para ayudar a Omar en prisión en el episodio "Margen de Error" y en "El calor del gueto" y Omar posteriormente se encuentra con él en el local de Butchie en "Que tuvo lo suyo" mientras planean el gran robo de drogas a Stanfield.
La anécdota de la afición de Omar por la mitología, tiene algo de real. En las escuelas de Baltimore, según los creadores David Simon y Ed Burns, los niños prestan muy poca atención a la mayoría de las clases (como se ve en la cuarta temporada de The Wire) pero normalmente siempre se sienten atraídos y aprecian las historias de la mitología griega.

## Reacciones
Por su interpretación de Omar, Michael K. Williams fue elegido por USA Today como una de las diez razones por las que todavía deberíamos seguir viendo televisión.
Ha sido alabado también por ser un personaje único en el panorama de las series criminales de TV y por el ingenio y el humor del que Williams lo dota.
Otros comentaristas aprecian las múltiples dimensiones que aporta el personaje con su aparición en varios hilos argumentales y lo describen como "...una escopeta de cañones recortados siempre dispuesta a aterrorizar, un vulnerable pájaro enjaulado cuya vida se mantiene en precario equilibrio, y una mente privilegiada que supera a los más grandes traficantes de droga de Baltimore una y otra vez"
Omar ha sido muchas veces nombrado en diferentes medios como uno de los personajes de mayor riqueza de la serie. Un auténtico Robin Hood del lado Oeste de Baltimore, a pesar de su contradictoria naturaleza.
El Baltimore City Paper lo eligió como una de las diez mejores razones por las que no debería terminarse The Wire refiriéndose a él además como "el personaje mas indiscutible y único de la serie"
Williams ha declarado que piensa que el personaje gusta tanto a la gente debido a su honestidad, desprecio por el materialismo, individualismo y por su adherencia a un estricto código de conducta.
En 2008 el entonces candidato a presidente Barack Obama dijo a "Las Vegas Sun" que Omar era su personaje favorito de la serie "The Wire" (que, de hecho, era su serie favorita de la televisión) añadiendo que "Esto no lo justifica. No es mi persona preferida, pero es un personaje fascinante"